# Вірусний вектор
Вірусні вектори - це засоби, які зазвичай використовуються молекулярними біологами для доставки генетичного матеріалу в клітини. Цей процес може здійснюватися всередині живого організму (in vivo) або в культурі клітин (in vitro). Віруси розвинули спеціалізовані молекулярні механізми для ефективного транспортування своїх геномів усередину клітин, які вони заражають. Доставка вектором генів або іншого генетичного матеріалу називається трансдукцією, а заражені клітини описуються як трансдуковані. Молекулярні біологи вперше використали цю техніку в 1970-х. Пол Берг використовував модифікований вірус SV40, що містив ДНК з бактеріофага λ для інфікування культури клітин нирок мавпи. 
Крім досліджень у молекулярної біології, вірусні вектори використовуються для генної терапії та розробки вакцин . 

## Основні властивості вірусного вектора
Вірусні вектори пристосовані до їх конкретного використання, але, як правило, мають декілька основних властивостей. 
- Безпека: хоча вірусні вектори час від часу створюються з патогенних вірусів, вони модифікуються таким чином, щоб мінімізувати ризик поводження з ними. Зазвичай це включає делецію частини вірусного геному, критичної для вірусної реплікації. Такий вірус може ефективно заражати клітини, але, коли інфекція відбулася, потрібен вірус-помічник, щоб забезпечити його відсутніми білками для виробництва нових віріонів.
- Низька токсичність: вірусний вектор повинен мати мінімальний вплив на фізіологію клітини, яку він заражає.
- Стабільність: деякі віруси генетично нестабільні і можуть швидко змінювати свій геном. Це шкодить передбачуваності та відтворюваності робіт, що проводяться з використанням вірусного вектора, використання таких вірусів уникають.
- Клітинна специфічність: більшість вірусних векторів розроблені для інфікування максимально широкого спектру типів клітин. Однак іноді віддається перевага протилежному. Вірусний рецептор може бути модифікований для його націлення на певний тип клітини. Віруси, модифіковані таким чином, вважаються псевдотиповими.
- Ідентифікація: вірусним векторам часто надають певні гени, які допомагають ідентифікувати, які клітини взяли ці вірусні гени. Ці гени називаються маркерами. Поширений маркер - стійкість до певного антибіотика. Потім клітини можна легко виділити, оскільки ті, які не взяли гени вірусного вектора, не мають стійкості до антибіотиків і тому не можуть рости в культурі з відповідним антибіотиком.

## Застосування

### Основні дослідження
Вірусні вектори спочатку були розроблені як альтернатива трансфекції оголеної ДНК для експериментів у галузі молекулярної генетики. Порівняно з традиційними методами, такими як осадження фосфатом кальцію, трансдукція може забезпечити зараження майже 100 % клітин, не впливаючи на їх життєздатність. Крім того, деякі віруси інтегруються в геном клітини, сприяючи стабільній експресії. 
Як правило, експресія білків, за допомогою вірусних векторів, використовується для дослідження функції конкретного білка. Вірусні вектори, особливо ретровіруси, стабільно експресують маркерні гени, такі як GFP, широко використовуються для постійної мітки клітин для відстеження їх та їх потомства, наприклад, в експериментах ксенотрансплантації, коли клітини, заражені in vitro, імплантуються в тварину-господаря. 
Вставка генів дешевше, ніж нокаут гена. Але оскільки сайленсінг часом є неспецифічним і має нецільовий вплив на інші гени, він забезпечує менш надійні результати. Тварини-господарі вірусних векторів також відіграють важливу роль.

### Генна терапія
Генна терапія - це методика полагодження дефектних генів, відповідальних за розвиток захворювання. У майбутньому генна терапія може забезпечити спосіб вилікувати генетичні хвороби, такі як важкий комбінований імунодефіцит, муковісцидоз або навіть гемофілія А. Оскільки ці захворювання є результатом мутації послідовності ДНК конкретних генів, у дослідженнях з генної терапії використовували віруси для доставки немутованих копій цих генів до клітин тіла пацієнта. Спостерігалася величезна кількість успіхів цього метода в лабораторних умовах. Однак перед тим, як впровадити його у загальну практику, необхідно подолати кілька проблем вірусної генної терапії. Імунна реакція на віруси не тільки перешкоджає доставці генів до клітин-мішеней, але може спричинити важкі ускладнення для пацієнта. В одному з ранніх досліджень генної терапії в 1999 році це призвело до смерті Джессі Гельзінгера, який лікувався за допомогою аденовірусного вектора. 
Деякі вірусні вектори, наприклад, гамма-ретровіруси, вставляють свої геноми у випадкове місце в хромосомі господаря, що може порушити функцію клітинних генів і призвести до раку. У дослідженні з ретровірусною генною терапією важкого комбінованого імунодефіциту, проведеному в 2002 році, у чотирьох пацієнтів як наслідок лікування розвинувся лейкоз;  троє з пацієнтів одужали після хіміотерапії.  Аденоасоційовані вірусні вектори набагато безпечніші, оскільки вони завжди інтегруються в одному і тому ж місці в геномі людини, що використовується при різних хворобах, таких як хвороба Альцгеймера . 

### Вакцини
Жива векторна вакцина - це вакцина, яка використовує хімічно ослаблений вірус для транспортування частинок збудника з метою стимулювання імунної відповіді. Наразі віруси, що експресують білки патогенних мікроорганізмів, розробляються як вакцини проти цих патогенів за тим же принципом, що і ДНК-вакцини. Гени, що використовуються в таких вакцинах, зазвичай є антигенами, що кодують поверхневі білки патогенного організму. Потім вони вставляються в геном непатогенного організму, де експресуються на його поверхні і можуть викликати імунну відповідь.
Прикладом може служити вакцина проти гепатиту В, де інфекція контролюється за допомогою рекомбінантної вакцини, яка містить форму поверхневого антигену вірусу гепатиту В, що виробляється дріжджами. Розробка рекомбінантної вакцини була важливою та необхідною подією, оскільки вірус гепатиту В, на відміну від інших поширених вірусів, таких як вірус поліомієліту, не може вирощуватися in vitro.
Т-лімфоцити розпізнають клітини, інфіковані внутрішньоклітинними паразитами, на основі чужорідних білків, що виробляються всередині клітини. Т-клітинний імунітет має вирішальне значення для захисту від вірусних інфекцій і таких захворювань, як малярія. Вірусна вакцина індукує експресію патогенних білків у клітинах хазяїна подібно до протиполіомієлітної вакцини Себіна та інших атенуйованих вакцин . Однак, оскільки вірусні вакцини містять лише невелику частку генів патогенів, вони набагато безпечніші і епізодичне зараження патогеном неможливе. Аденовіруси активно розробляються як носії вірусних вакцин.

## Типи

### Ретровіруси
Ретровіруси є однією з основних опор сучасних підходів до генної терапії. Рекомбінантні ретровіруси, такі як вірус мишачого лейкозу Молоні, здатні стабільно інтегруватися в геном хазяїна. Вони містять зворотну транскриптазу для створення ДНК-копії генома РНК та інтегразу, яка дозволяє інтегруватися в геном хазяїна. Вони були використані в ряді клінічних випробувань, затверджених FDA, таких як дослідження SCID-X1 . 
Ретровірусні вектори можуть бути як реплікаційно-копмпетентними, так і реплікаційно-дефективними. Вектори з дефектом реплікації є найпоширенішими у дослідженнях. Ділянки їх генів, необхідні для додаткових раундів реплікації та упаковки віріонів, замінені іншими генами або видалені. Ці віруси здатні заражати клітини-мішені та доставляти у них корисне навантаження, але не здатні продовжувати типовий літичний шлях, який веде до загибелі клітин.
І навпаки, реплікаційно-компетентні вірусні вектори містять усі необхідні гени для синтезу віріону і продовжують розмножуватися, як тільки відбувається зараження. Оскільки вірусний геном для цих векторів набагато довший, довжина потрібного для формування імунітету гена, обмежена порівняно з можливою довжиною вставки для векторів з дефектом реплікації. Залежно від вірусного вектора, типова максимальна довжина допустимої вставки ДНК у реплікацієдефектному вірусному векторі зазвичай становить близько 8–10 кБ.  Хоча це обмежує введення багатьох геномних послідовностей, для більшості послідовностей кДНК цього достатньо.
Основним недоліком використання ретровірусів, таких як ретровірус Молоні, є вимога активного поділу клітин-мішеней для ефективної трансдукції. Внаслідок цього, такі клітини, як нейрони, дуже стійкі до інфекції та трансдукції ретровірусами.
Існує занепокоєння, що вставний мутагенез внаслідок інтеграції в геном хазяїна може призвести до раку або лейкемії . Це занепокоєння залишалось теоретичним, доки генна терапія десяти пацієнтів у дослідженні SCID-X1, де застосовувався вірус мишачого лейкозу Малоні  не призвела до двох випадків лейкемії, спричиненої активацією онкогену LMO2 через сусідню інтеграцію вектора. 

### Лентивіруси

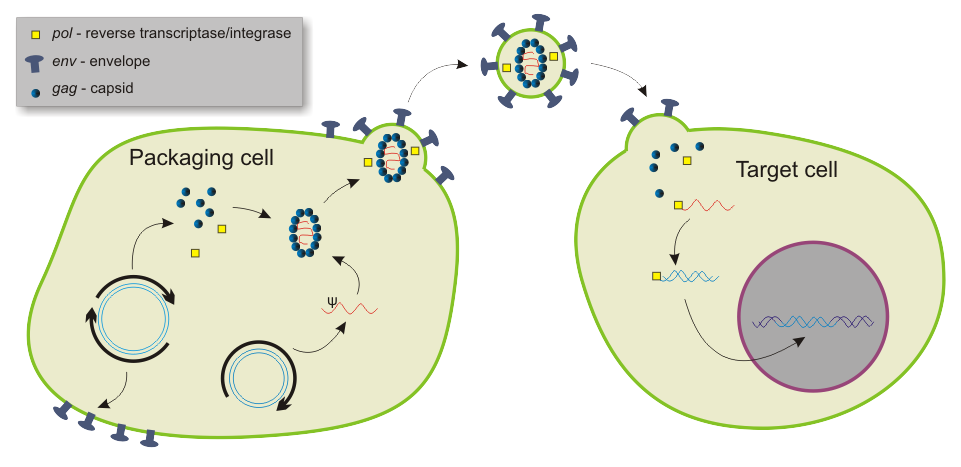
Упаковка та трансдукція лентівірусним вектором.

Лентивіруси - це підклас ретровірусів. Їх іноді використовують в якості векторів для генної терапії завдяки їх здатності інтегруватися в геном клітин, що не діляться. Це є унікальною особливістю лентивірусів, оскільки інші ретровіруси можуть інфікувати лише клітини, що діляться. Коли вірус потрапляє в клітину, його геном у формі РНК піддається зворотній транскрипції, виробляючи ДНК, яка потім вставляється в геном хазяїна у випадковому положенні (нещодавні результати фактично свідчать про те, що вставка вірусної ДНК не є випадковою, а спрямована на специфічні активні гени та пов’язані з організацією геному ) за допомогою вірусної інтегрази. 
Переносник, який тепер називають провірусом, залишається в геномі і передається потомству клітини при її поділі. На сьогоднішній день не існує методів визначення місця інтеграції, що може створити проблему. Провірус може порушити функцію клітинних генів і призвести до активації онкогенів, що сприяють розвитку раку. Це викликає занепокоєння щодо можливого застосування лентивірусів у генній терапії. Однак дослідження показали, що вектори лентивірусу мають меншу тенденцію до інтеграції в місцях, які потенційно можуть спричинити рак, ніж гама-ретровірусні вектори.  Одне дослідження показало, що лентивірусні вектори не спричиняли ані збільшення частоти пухлин, ані їх більш раннього початку в лінії мишей з великою частотою пухлин.  Більше того, в клінічних випробуваннях, які використовували лентивірусні вектори для проведення генної терапії для лікування ВІЛ, не спостерігалося збільшення мутагенних та онкологічних подій. 
З міркувань безпеки лентивірусні вектори ніколи не несуть генів, необхідних для їх реплікації. Для виробництва лентівірусу кілька плазмід трансфікують у так звану пакувальну клітинну лінію, зазвичай HEK 293. Одна або більше плазмід, які зазвичай називають пакувальними плазмідами, кодують білки віріона, такі як капсид та зворотну транскриптазу. Інша плазміда містить генетичний матеріал, який доставляє вектор. Він транскрибується для отримання одноцепочечного РНК вірусного генома і відзначається наявністю послідовності ψ (псі). Ця послідовність використовується для упаковки геному у віріон.

### Аденовіруси
На відміну від лентивірусів, аденовірусна ДНК не інтегрується в геном і не реплікується під час поділу клітини. Це обмежує їх використання в базових дослідженнях, хоча аденовірусні вектори все ще використовуються в експериментах in vitro, а також in vivo. Їх основне застосування полягає в генній терапії та вакцинації. Оскільки люди зазвичай контактують з аденовірусами, які викликають респіраторні, шлунково-кишкові та очні інфекції, більшість пацієнтів вже мають нейтралізуючі антитіла, які можуть інактивувати вірус до того, як він може дійти до клітини-мішені. Для подолання цієї проблеми вчені в даний час досліджують аденовіруси, які уражають різні види, і до яких люди не мають імунітету.

### Аденоасоційовані віруси
Аденоасоційований вірус (AAV) - це невеликий вірус, який заражає людей та деякі інші види приматів. Наразі невідомо, щоб AAV викликав захворювання, але він викликає дуже м’яку імунну відповідь. AAV може інфікувати клітини які діляться, і які не діляться, і може включати свій геном в клітину хазяїна. Більше того, AAV здебільшого залишається епізомальним (реплікація без включення в хромосому); викликаючи довгу і стабільну експресію. Ці особливості роблять AAV дуже привабливим кандидатом для створення вірусних векторів для генної терапії. Однак AAV може нести лише 5 кб, що значно менше в порівнянні з природною ємністю AAV. 
Через його потенційне використання в якості вектора генної терапії, дослідники створили змінений AAV, який називається самокомплементарний аденоасоційований вірус (scAAV). Тоді як AAV упаковує один ланцюг ДНК і вимагає синтезу другого ланцюга, scAAV пакує обидва ланцюги, які утворюють дволанцюгову ДНК. Пропускаючи синтез другого ланцюга, scAAV забезпечує швидку експресію в клітині. В усьому іншому scAAV має характеристики аналогічні AAV.

### Рослинні віруси
Рослинні віруси можуть бути використані для створення вірусних векторів, які зазвичай використовуються для доставки генетичного матеріалу в клітини рослин; вони також є джерелами біоматеріалів та нанотехнологічних пристроїв.   Вірус тютюнової мозаїки (ТМВ) - перший відкритий вірус. Вірусні вектори на його основі використовуються в технологіях експресії magnICON® [Архівовано 10 січня 2021 у Wayback Machine.] та TRBO. 

### Гібриди
Гібридні вектори - це векторні віруси, генетично сконструйовані з властивостями декількох векторів. Віруси змінюють, щоб уникнути недоліків типових векторів, які можуть мати обмежену ємність, імуногенність, генотоксичність та не підтримувати довготривалу адекватну трансгенну експресію. Завдяки заміні небажаних елементів бажаними, гібридні вектори в майбутньому можуть перевершити стандартні вектори трансфекції з точки зору безпеки та терапевтичної ефективності. 

## Проблеми в застосуванні
Вибір вірусного вектора для доставки генетичного матеріалу до клітин має деякі логістичні проблеми. Існує обмежена кількість вірусних векторів, доступних для терапевтичного використання. Будь-який з цих небагатьох вірусних векторів може викликати імунну відповідь.   Після використання вірусний вектор не може бути ефективно використаний у пацієнта повторно, оскільки він буде розпізнаний організмом. Якщо вакцина або генна терапія зазнають невдачі в клінічних випробуваннях, у майбутньому цей вірус не можна використовувати у пацієнта для проведення іншої вакцинації або генної терапії. 
Уже існуючий імунітет проти вірусного переносника також може бути наявним у пацієнта, що робить терапію неефективною для нього.   Протидіяти вже існуючому імунітету при використанні вірусного вектора для вакцинації можна шляхом праймінга невірусною ДНК-вакциною, але цей метод збільшує вартість і створює додаткову перешкоду в процесі вакцинації.  Існуючий імунітет також може бути подоланий збільшенням дози вакцини або зміною шляху вакцинації .  Деякі недоліки вірусних векторів (наприклад, генотоксичність та низька трансгенна експресія) можна подолати за допомогою використання гібридних векторів.